# Horní Němčí
Obec Horní Němčí (Horněmčí, německy Horniemtsch) se nachází v okrese Uherské Hradiště ve Zlínském kraji. Leží v pohraniční části na úpatí Bílých Karpat pod Velkou Javořinou. V obci žije 820 obyvatel.
Obec je řazena do mladé sídelní oblasti moravských vrchovin. Je typu řadové návesní vsi s uspořádanými domy tvořícími souvislou frontu.

## Přírodní poměry
Horní Němčí leží v Chráněné krajinné oblasti Bílé Karpaty a v jejím katastru se nachází několik chráněných lokalit.
- Přírodní rezervace Drahy, která je známá výskytem vzácných vstavačů a orchidejí.
- Poblíž se rovněž nachází Přírodní památka Bahulské jamy.

Obec je obklopena krásnou přírodou, a vedou z ní četné turistické stezky. V jižní části jejího katastru leží vrchol Lesná.

## Historie
První písemná zmínka o obci pochází z roku 1358.

## Pamětihodnosti
- Kostel svatého Petra a Pavla
- Kaplička svatého Jana Nepomuckého
- Kaple Božího Těla
- Několik křížů
- Stíhací letoun MiG-19S v parku, získán prostřednictvím místního rodáka, zkušebního pilota Letu Kunovice Františka Srnce, instalován v roce 1972,[4] roku 2022 rekonstruován.[5]

## Galerie

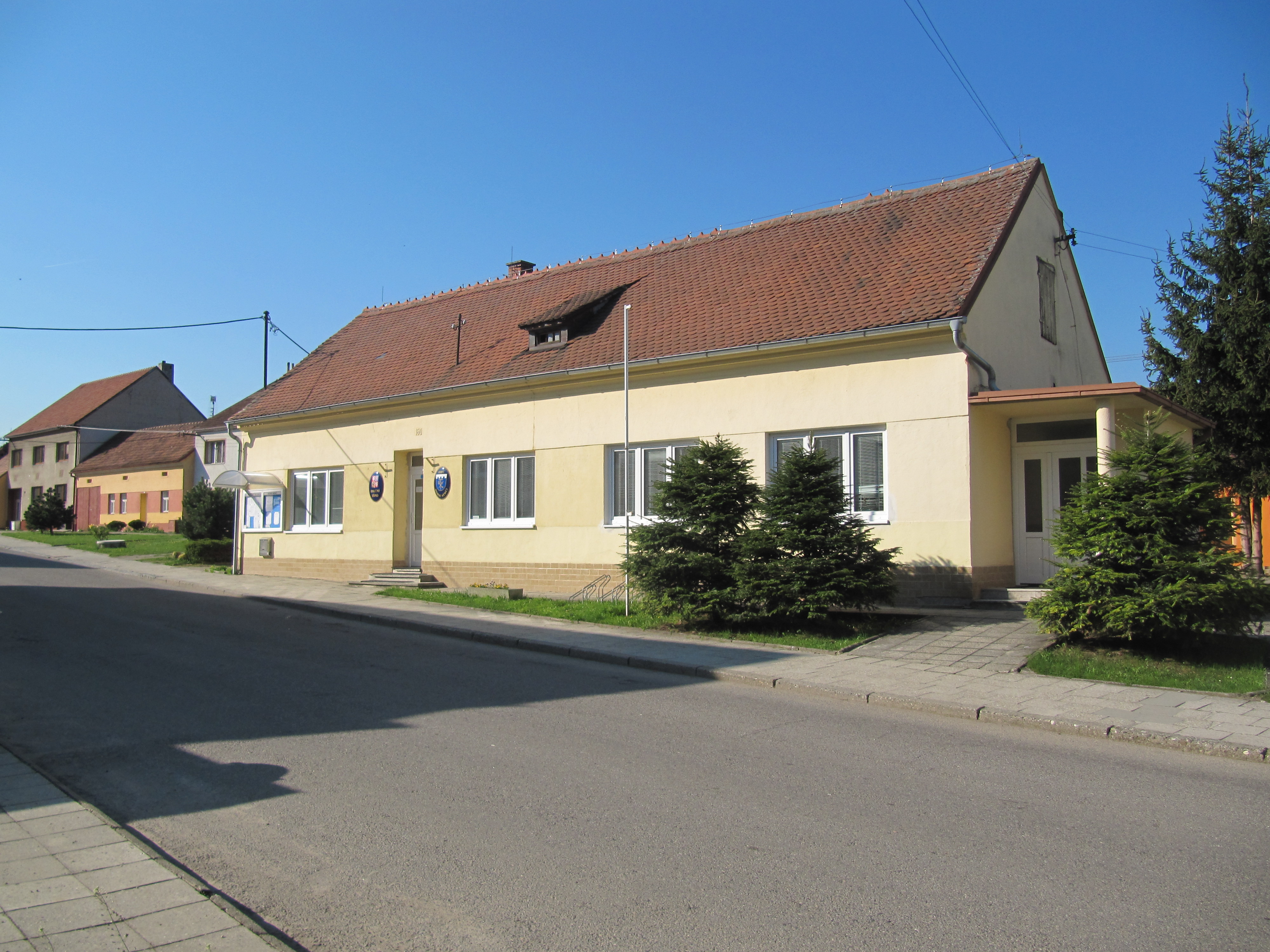
Bývalý obecní úřad
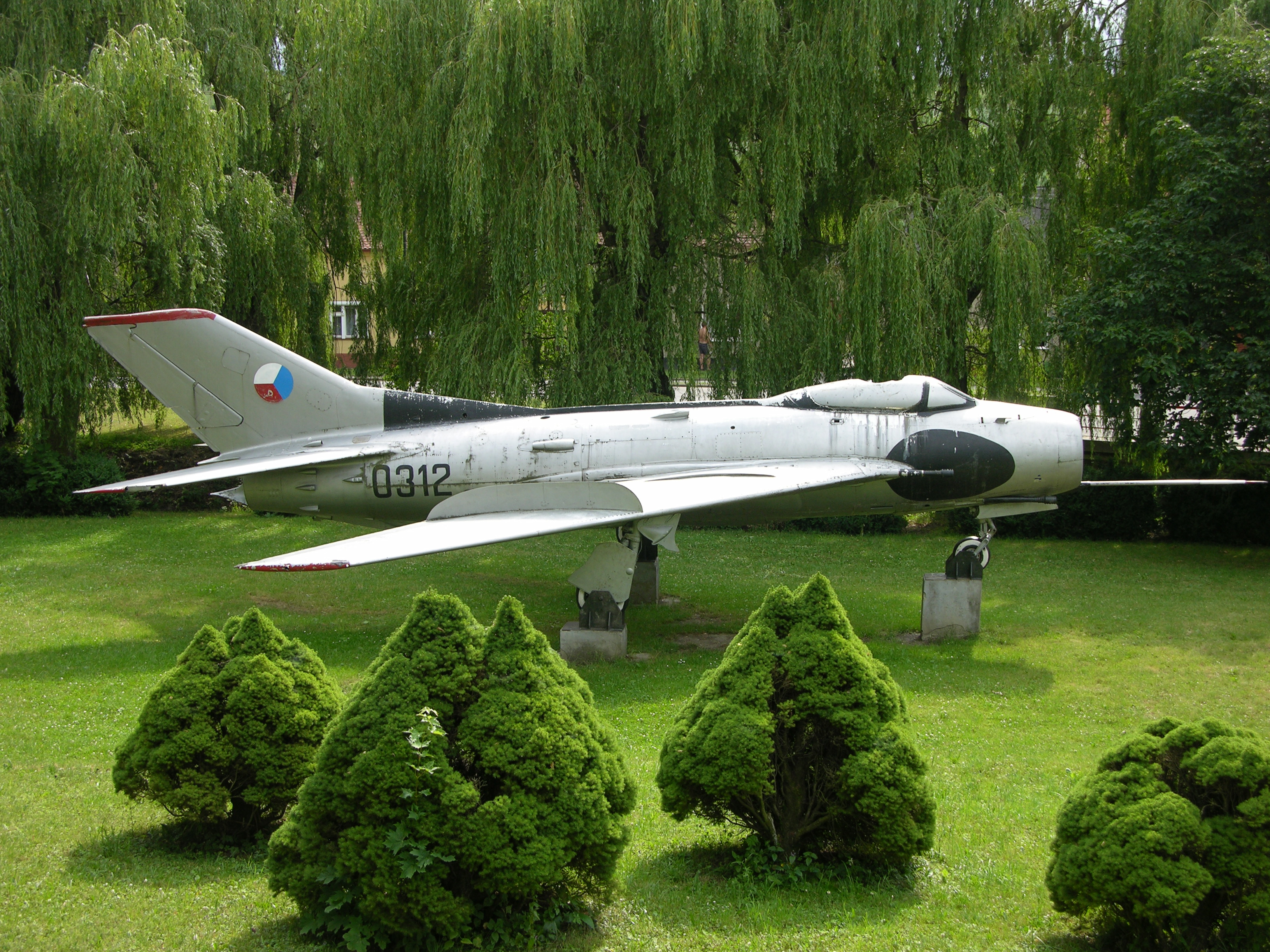
MiG-19S v parku
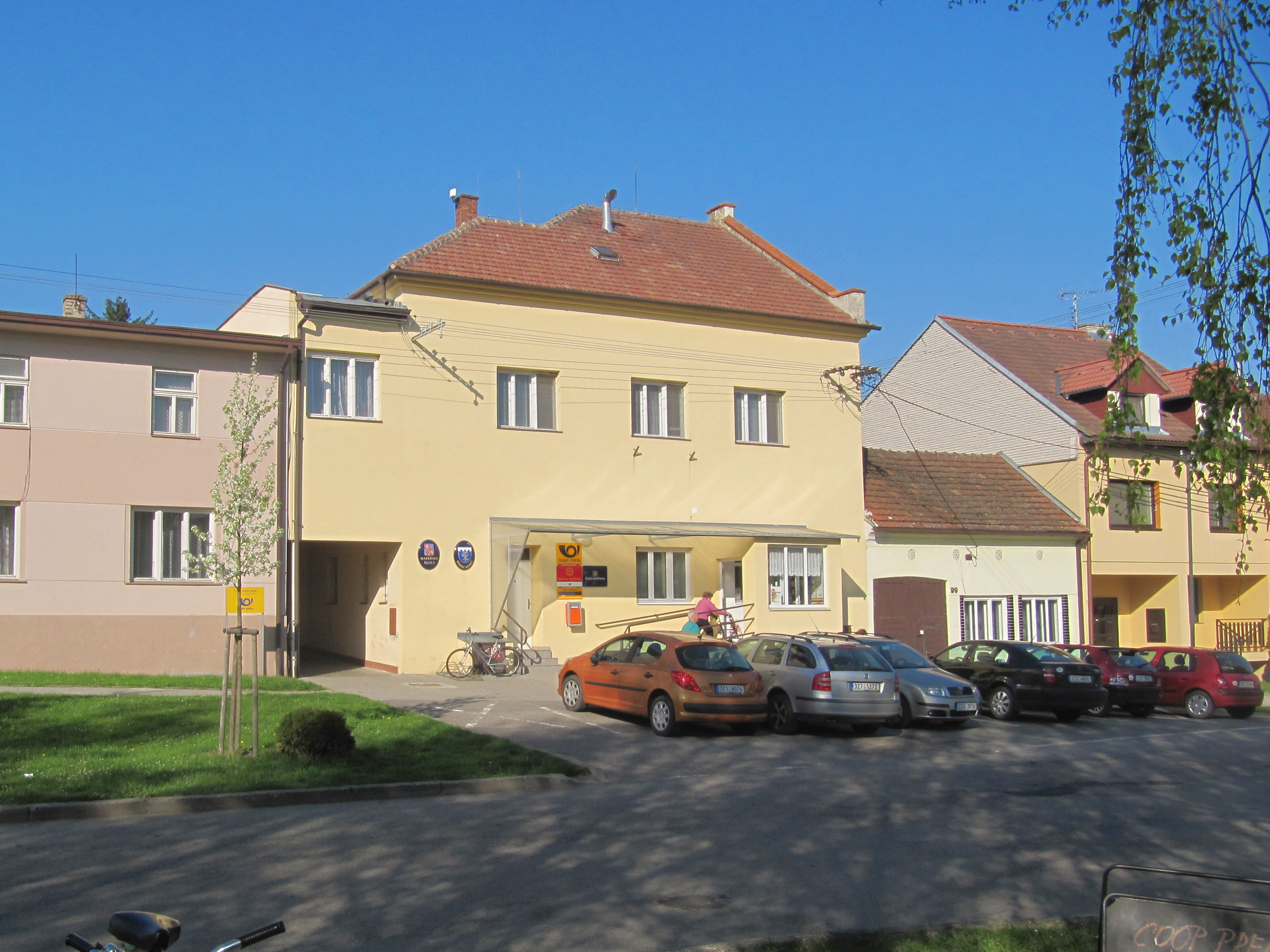
Pošta
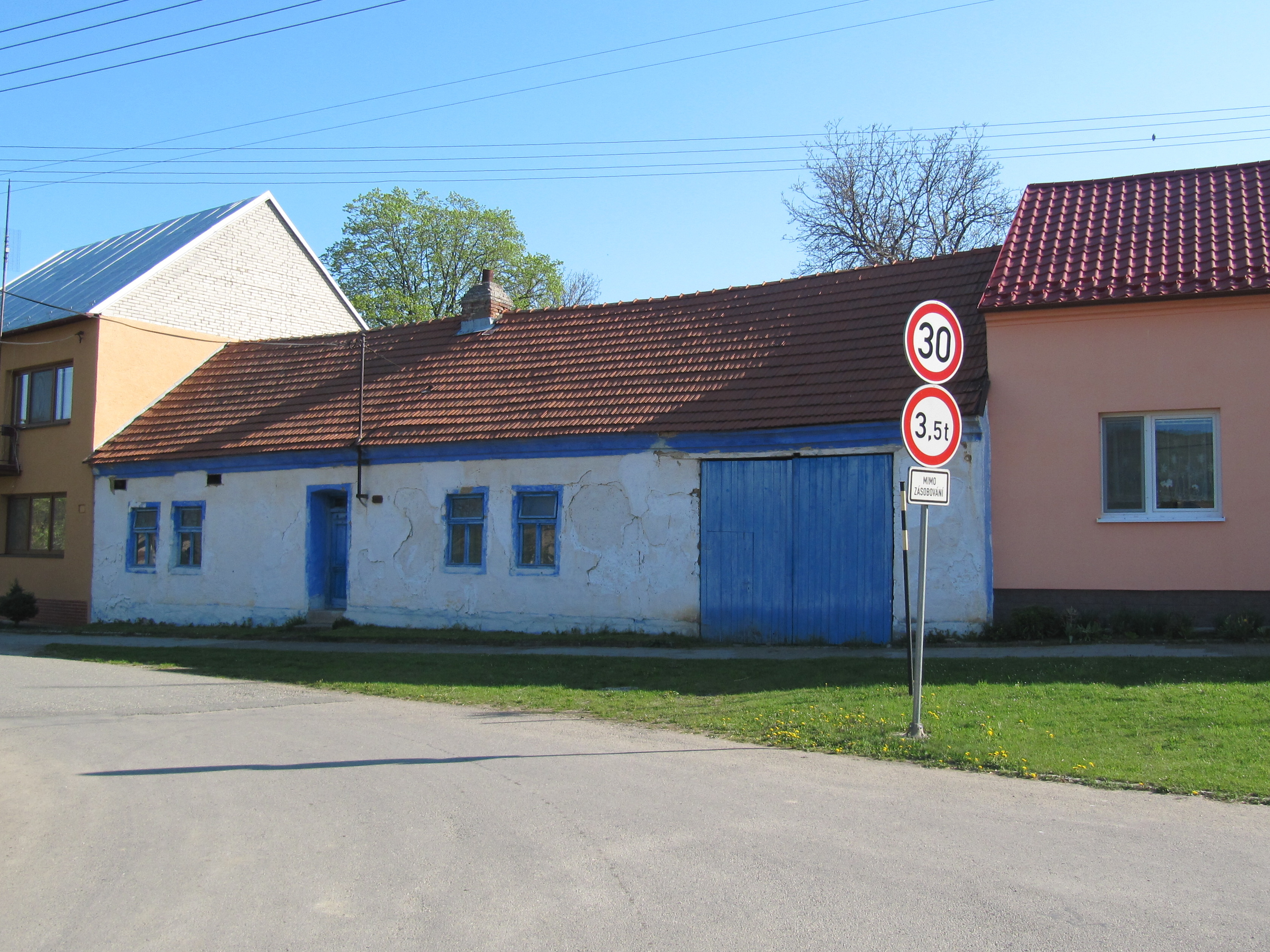
Památkově chráněný dům č. p. 48